# Ogemdi Nwagbuo
(en) Statistiques sur pro-football-reference
Ogemdi Sharron Nwagbuo (né le 24 décembre 1985 à San Diego) est un joueur américain de football américain.

## Enfance
Nwagbuo fait ses études à la Mount Miguel High School de Spring Valley où il ne joue qu'une saison avec l'équipe de football américain du lycée.

## Carrière

### Université
Il commence à jouer dans l'équipe de football de l'université d'État du Michigan en 2003. En 2004, il ne joue aucun match de la saison pour cause d'une blessure. En 2005, il fait cinquante-cinq tacles dont dix sacks. En 2006, il joue tous les matchs de la saison avant de devenir titulaire lors de tous les matchs en 2007.

### Professionnel
Ogemdi Nwagbuo n'est sélectionné par aucune équipe lors du draft de la NFL de 2008. Il signe peu de temps après comme agent libre non-drafté avec les Giants de New York mais n'est pas gardé longtemps lors du camp d'entraînement. Après cela, il tente de s'insérer dans le monde du travail mais revient dans le monde du football et signe dans l'équipe d'entraînement des Chargers de San Diego.
En 2009, il joue douze matchs dont cinq titulaire mais le 9 décembre, il déclare forfait pour le reste de la saison à cause d'une blessure à la cheville avant de faire une saison 2010 comme remplaçant, entrant au cours de quinze matchs. Le 3 septembre 2011, il n'est pas gardé pour l'ouverture de la saison mais revient dans l'effectif le 12 septembre.

## Palmarès
- Seconde équipe de la Foothill Conference en 2005